# På ett fat
På ett fat är ett album av Thomas Di Leva, utgivet 1985. Samtliga låtar är skrivna av Thomas Di Leva och skivan producerades av Billy Bolero. Den gavs ut på skivbolaget Papa Records och gavs ut på nytt 1989. Inspelningarna gjordes på Park Studio och Studio Humlan.

## Låtlista
| Nr | Titel                | Längd |
| -- | -------------------- | ----- |
| 1. | Säg mig              | 05:12 |
| 2. | Goddag på er         | 03:02 |
| 3. | Två på skilda håll   | 05:01 |
| 4. | Målaren              | 03:19 |
| 5. | Den skeppsbrutne     | 03:23 |
| 6. | Ibland               | 04:41 |
| 7. | Jag och Fred Astaire | 03:31 |
| 8. | Fördämningen         | 04:30 |
| 9. | Pilar av kärlek      | 05:00 |

## Medverkande
- Jean-Paul Wall - Bas
- Mats Burman - Bas och gitarr
- Thomas Di Leva - Bas, gitarr och sång
- Kristoffer Wallman - Klaviatur
- Amus Kvartetten - Stråkar
- Jonas Olsson - Trummor